# 僕は君の涙
「僕は君の涙」（ぼくはきみのなみだ）は、1998年6月～7月に、NHKの音楽番組『みんなのうた』で放送された楽曲。作詞・作曲：太田裕美、編曲：羽毛田丈史、歌：太田裕美。

## 概要
水の状態変化をテーマに、少女が流した涙の雫の物語を歌った曲である。ある日少女が流した涙の雫が水蒸気に代わり、雨へ変化すると降り注ぎ、その雨水が川に流れ大地を潤し、ブドウの木に吸い上げられワインへと変化する。やがて成長した少女がそのワインを飲んだ後、涙の雫の回想とともに物語が締める。
『みんなのうた』では5分で1曲のロング楽曲として放送された。
太田は1977年6月放送の「あじさい」以来21年振り、歌手活動再開後初歌唱曲となった。
映像は常連の南家こうじによるアニメーション。歌詞に合わせて少女の成長を織り交ぜて、自然とともに水が変化していく様子をアニメで表現している。この映像は2004年販売のDVD-BOX第11集に収録されている。
初回放送以来定時での再放送は行われていないが、2011年元旦放送の『愛されて50年 みんなのうた新春スペシャル』で紹介された。